# 民主东北
《民主东北》是一个拍摄于1947年到1949年间的新闻电影纪录片及其他影片系列。该片先后由东北电影制片厂、北平电影制片厂（1949年4月20日成立，1949年10月1日更名为北京电影制片厂）拍摄。该系列纪录片是纪录中国东北乃至内蒙古、華北、北平、天津在第二次国共内战期间情况的重要影像资料。本片共17辑，其中13辑全部为新闻纪录片，其他4辑内除新闻纪录片外，还有木偶片、科教片、故事片。
《民主东北》的拍摄过程异常艰苦，其中尤以战斗纪录片为最。本片3名青年摄影师分别在拍摄1948年9月锦州战役义县战斗、攻克锦州的巷战，以及拍摄1948年11月突入沈阳铁西区的战斗时殉职。《民主东北》的拷贝分16毫米和35毫米两种。仅1948年，单在东北解放区便有382个地方放映了《民主东北》一至七辑1093场，观众达2,374,741人次。《民主东北》还有向国外发行的国际版，比如第八辑就是专门为国外观众而编辑的国际版。